# Hibiscus meyeri-johannis
Hibiscus meyeri-johannis är en malvaväxtart som beskrevs av Oskar Eberhard Ulbrich. Hibiscus meyeri-johannis ingår i Hibiskussläktet som ingår i familjen malvaväxter. Inga underarter finns listade i Catalogue of Life.